# Zwaveligzuur
Zwaveligzuur of (di)waterstofsulfiet is een onstabiel, zwak anorganisch zuur, dat kan worden gevormd door een reactie van zwaveldioxide met water.
{\displaystyle {\ce {SO2 + H2O <=> H2SO3}}}
In waterige oplossing is het vrije zuur niet aangetoond, maar toch wordt de waterige oplossing van zwaveldioxide vaak zwaveligzuur genoemd. De waterige oplossing van zwaveldioxide bevat vrij zwaveldioxide en een kleine hoeveelheid opgesplitst zwaveligzuur, wat leidt tot de zure reactie van een oplossing van zwaveldioxide. Deze oplossing is een kleurloze vloeistof met een indringende en prikkelende geur (afkomstig van zwaveldioxide dat ontgast uit de oplossing). De zouten van dit zuur worden sulfieten genoemd.

## Eigenschappen en reacties
Als aan zwaveligzuur basen, metaaloxiden of carbonaten worden toegevoegd, kristalliseren na indamping de zouten (sulfieten) uit.
Zwaveligzuur is mede-veroorzaker van zure regen, omdat de zwaveldioxide die bij verbranding van fossiele brandstof (zoals kolen en aardolie) of biomassa ontstaat, door regenwater in de atmosfeer wordt uitgewassen en zo zwaveligzuur vormt. Om dit te voorkomen worden rookgassen van energiecentrales ontzwaveld, doorgaans met behulp van het Clausproces.
Zwaveligzuur en de zouten ervan zijn reductoren, omdat de moleculen ervan door opname van een zuurstofatoom tot sulfaat worden geoxideerd.
Bij blootstelling aan zuurstof (bijv. uit de lucht) wordt zwaveligzuur langzaam in zwavelzuur omgezet.